# Fleetschlösschen

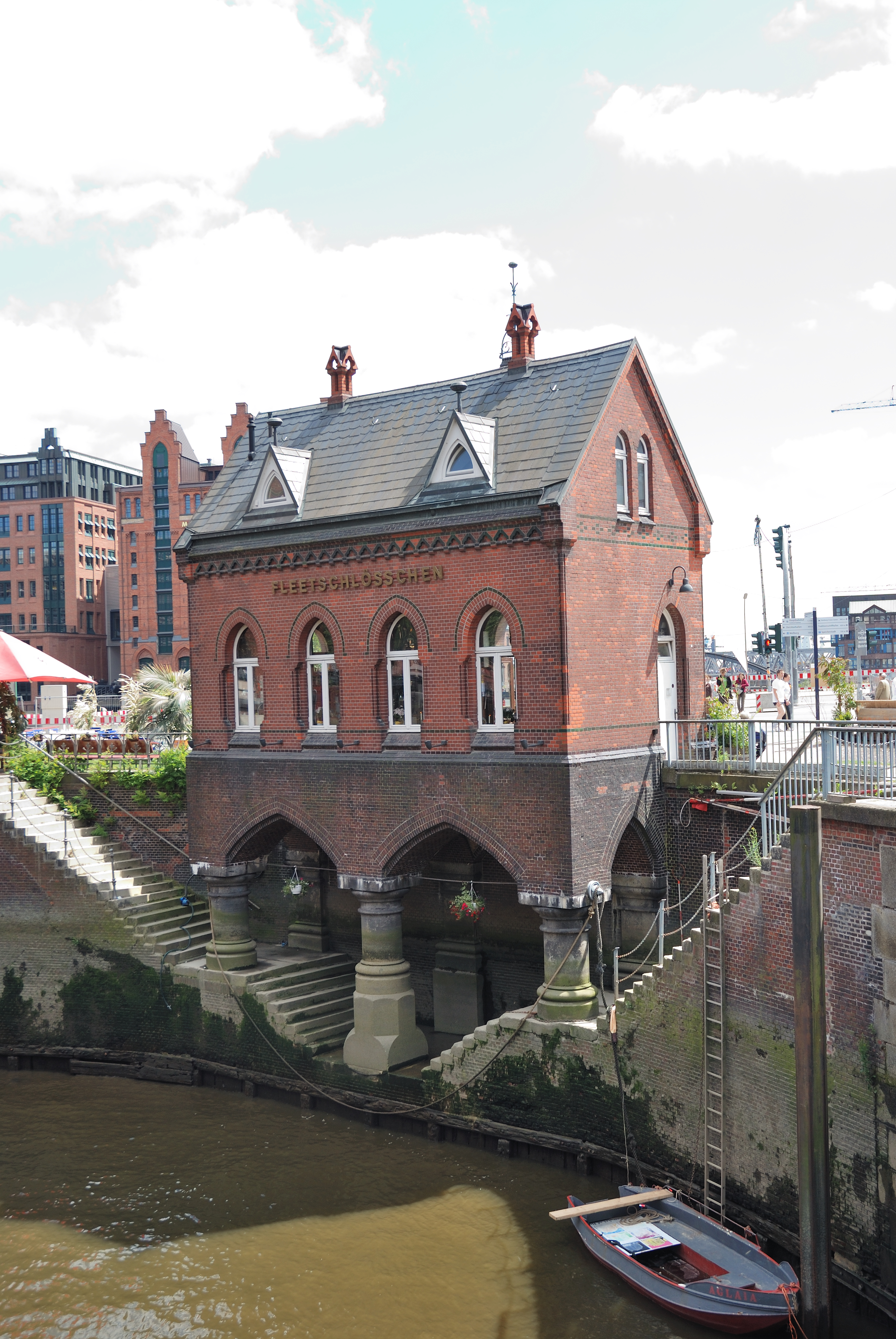
Fleetschlösschen (Ecke Bei St. Annen/Brooktorkai)

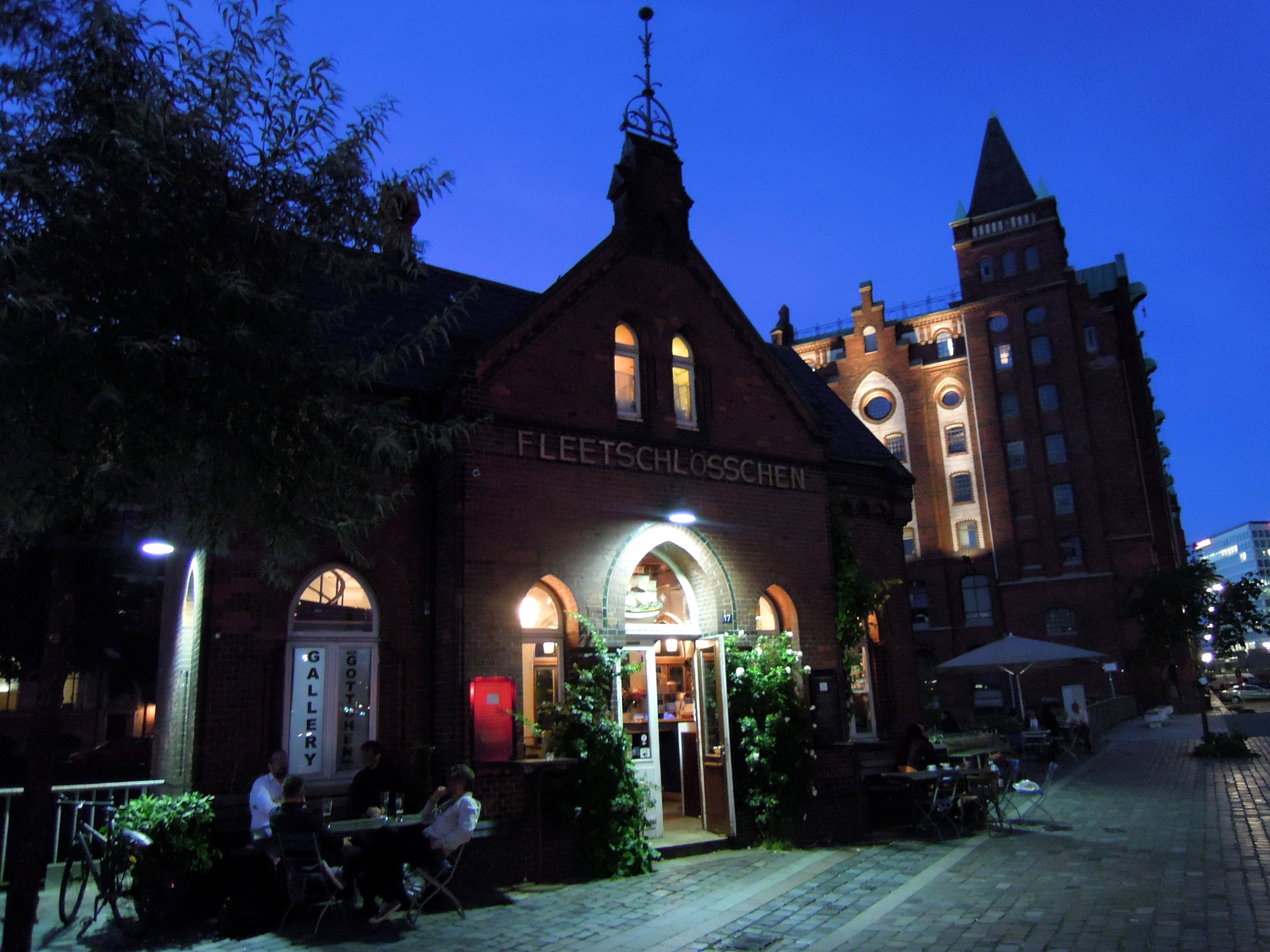
Fleetschlösschen am Abend, 2016

Das Fleetschlösschen ist ein historisches Gebäude und gehört zum Ensemble der Speicherstadt in Hamburg. Es befindet sich an der Kreuzung Brooktorkai/St.-Annen-Brücke, steht unter Denkmalschutz und zählt seit Juli 2015 zum Weltkulturerbe der Speicherstadt. In der Denkmalliste Hamburgs wird das Haus als ehemaliges Toilettengebäude geführt. Die heutige Nutzung ist als Café und Kneipe in einer ehemaligen Kaffeeklappe.
Das heutige Fleetschlösschen wurde Ende des 19. Jahrhunderts als zweites Gebäude des Speicherstadtkomplexes in der für die Ensemble typischen neugotischen Bauweise direkt am Fleet erbaut. Es verfügt über einen direkten Wasserzugang; drei Säulen bilden die Basis des Gebäudes.
Das Gebiet gehörte damals zum Freihafen. Das Fleetschlösschen diente zunächst dem Zoll als Dienstgebäude, um die Schuten zu kontrollieren und die Waren zu registrieren, die aus den Großseglern zu den Speicherböden der Kaufleute transportiert wurden.
Als der Großteil des Hafens auf die südliche Elbseite verlagert wurde, konnte das Haus eine neue Nutzung erhalten und wurde von der Hamburger Feuerwehr als Brandwache genutzt. Später diente das Gebäude erst als Toilettenhäuschen, dann als Kaffeeklappe für die Hafenarbeiter.
Die hellen Steine in der Fassade zeugen von Ausbesserungen nach Bombardierungen im Zweiten Weltkrieg, dem die St.-Annen-Brücke und zahlreiche Speicher zum Opfer fielen.
2004 wurde der Lagerhauskomplex „Speicherstadt“ durch die Verlegung der Freihafengrenze zollrechtliches Inland und somit eine zivile Nutzung des Gebäudes möglich. Seit demselben Jahr wird das Gebäude als „Fleetschlösschen“ gastronomisch genutzt. Im Lokal hängt eine große historische Uhr, die sich früher auf dem gegenüberliegenden Verwaltungsgebäude des Amtes für Strom- und Hafenbau (heute Altes Hafenamt Hamburg) der heutigen Hamburg Port Authority (HPA) befand. Sie wurde vom Pächter Christian Oehler beim Abbruch gerettet. 2017 wurde das Gebäude saniert und Anfang 2018 als Filiale der Daniel Wischer GmbH & Co. KG wiedereröffnet.